# Pseudo Echo
Pseudo Echo ist eine australische Popband aus Melbourne, die in den frühen 1980er Jahren von den beiden Schulfreunden Brian Canham (Gesang, Gitarre, Keyboard) und Pierre Gigliotti (Bass, Keyboard) gegründet wurde. Weitere Bandmitglieder waren Anthony Argiro (Schlagzeug) und Tony Lugton (Gitarre und Keyboard). Ihnen folgten später als neue Mitglieder die Brüder Vince Leigh (Schlagzeug) und James Leigh (Keyboard).
Die Formation hatte 1987 mit ihrer Coverversion des Songs Funkytown von Lipps, Inc. einen Nummer-eins-Hit in ihrer Heimat und erreichte die Top 10 in den USA und in Großbritannien.

## Diskografie

### Alben
- 1984: Autumnal Park
- 1985: Love an Adventure
- 1987: Love an Adventure (stark veränderte Trackliste, neu dabei u. a. Funky Town)
- 1988: Race
- 2000: Teleporter (2 CDs)
- 2014: Ultraviolet

### Kompilationen
- 1987: Long Plays 83–87
- 1987: Funky Town
- 1995: Best Adventures
- 2005: The 301 Demo Sessions
- 2008: The Essential

### Singles und EPs
- 1983: Listening
- 1984: A Beat for You
- 1984: New York Dance Mix (EP)
- 1984: Stranger in Me
- 1984: Dancing Until Midnight
- 1985: Don’t Go
- 1985: Love an Adventure
- 1985: Living in a Dream
- 1986: Funky Town
- 1987: Take on the World
- 1988: Fooled Again
- 1989: Over Tomorrow
- 1999: Funkytown Y2K:RMX
- 2012: Fighting the Tide
- 2012: Suddenly Silently